# Fallen Angels (Bob Dylan)
Fallen Angels è il trentasettesimo album in studio del cantautore statunitense Bob Dylan, pubblicato nel maggio del 2016.
L'album contiene dodici cover di altrettanti brani della tradizione musicale americana. 
Fallen Angels è stato inciso da Dylan nel 2015 ai Capitol Studios di Hollywood, con la sua touring band.

## Tracce
1. Young at Heart (Johnny Richards, Carolyn Leigh) – 2:59
2. Maybe You'll Be There (Rube Bloom, Sammy Gallop) – 2:56
3. Polka Dots and Moonbeams (Jimmy Van Heusen, Johnny Burke) – 3:20
4. All the Way (Van Heusen, Sammy Cahn) – 4:01
5. Skylark (Hoagy Carmichael, Johnny Mercer) – 2:56
6. Nevertheless (Harry Ruby, Bert Kalmar) – 3:27
7. All or Nothing at All (Arthur Altman, Jack Lawrence) – 3:04
8. On a Little Street in Singapore (Peter DeRose, Billy Hill) – 2:15
9. It Had to Be You (Isham Jones, Gus Kahn) – 3:39
10. Melancholy Mood (Walter Schumann, Vick R. Knight Sr.) – 2:53
11. That Old Black Magic (Harold Arlen, Mercer) – 3:04
12. Come Rain or Come Shine (Arlen, Mercer) – 2:37